# Bubelnia
Bubelnia (în ucraineană Бубельня) este o comună în raionul Monastîrîșce, regiunea Cerkasî, Ucraina, formată numai din satul de reședință.

## Demografie
Componența lingvistică a comunei Bubelnia
     Ucraineană (98,92%)
     Rusă (1,08%)
Conform recensământului din 2001, majoritatea populației comunei Bubelnia era vorbitoare de ucraineană (98,92%), existând în minoritate și vorbitori de rusă (1,08%).